# Bradley Ray

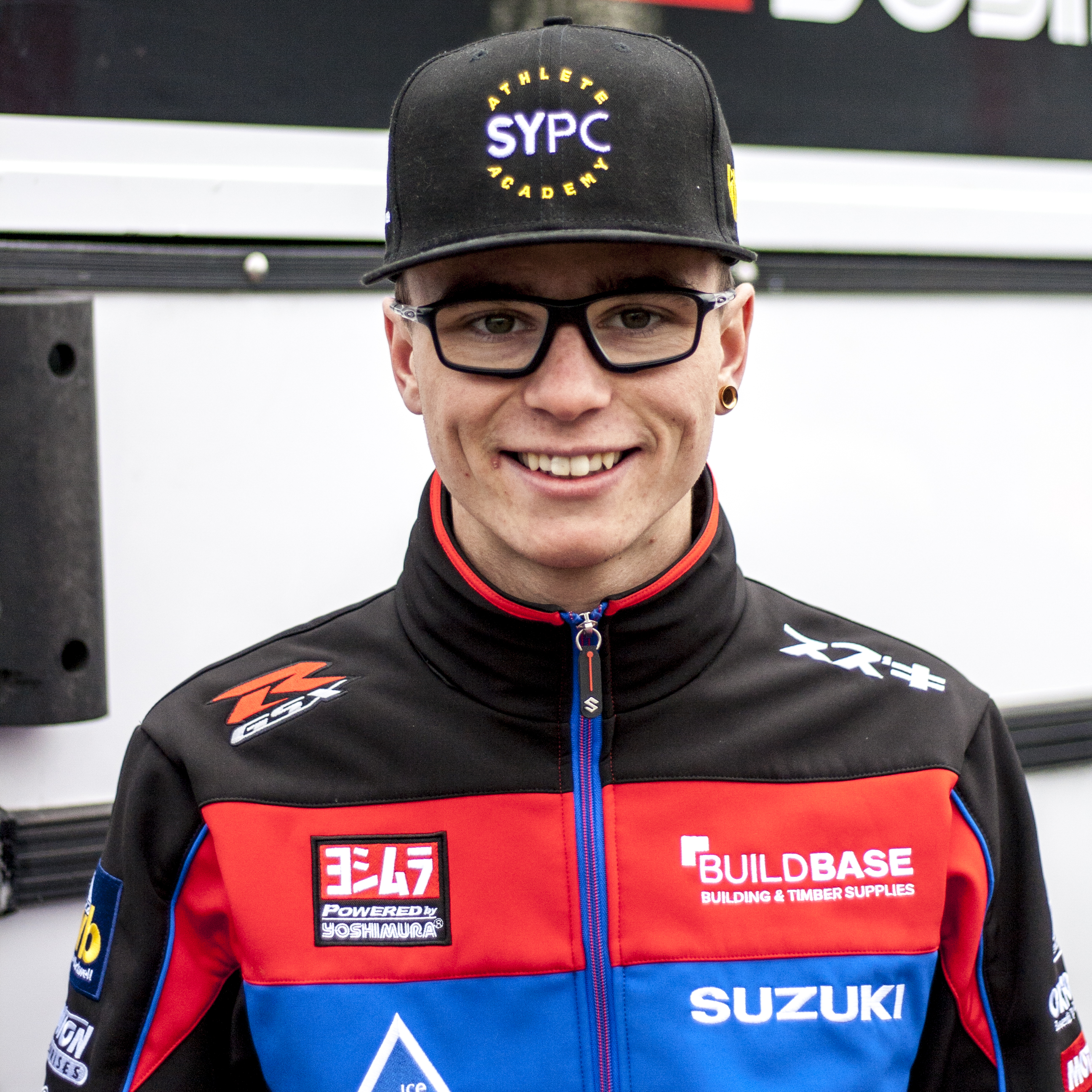
Bradley Ray in 2018.

Bradley Ray (Ashford, 16 mei 1997) is een Brits motorcoureur. In 2022 won hij de titel in het Brits kampioenschap superbike.

## Carrière
Ray kwam in 2011 uit in het Britse 125 cc-kampioenschap met een Honda en werd zesde in de eindstand. In 2012 debuteerde hij in de FIM MotoGP Rookies Cup. Hij behaalde een podiumplaats op Silverstone en werd met 123 punten zevende in het kampioenschap. Dat jaar werd hij tevens tweede in de Britse 125cc, inmiddels omgedoopt tot het British MotoStar Championship, met vijf zeges. In 2013 won hij de seizoensopener van de Rookies Cup op het Circuit of the Americas, maar behaalde hij in de rest van het jaar geen podiumfinishes meer. Hierdoor zakte hij met 95 punten naar de elfde plaats in de einduitslag. Verder debuteerde hij dat jaar in de Spaanse Moto3 op een Honda. Met een zevende plaats op het Circuit de Barcelona-Catalunya als hoogtepunt werd hij vijftiende met 26 punten. In 2014 behaalde hij drie podiumfinishes in de Rookies Cup op het TT-Circuit Assen, de Sachsenring en het Motorland Aragón. Met 152 punten werd hij achter Jorge Martín, Joan Mir en Stefano Manzi vierde in het kampioenschap. In de Spaanse Moto3 stapte hij over naar een FTR KTM. Een vijfde plaats op het Autódromo Internacional do Algarve was zijn beste resultaat en hij werd met 52 punten elfde in de rangschikking.
In 2015 stapte Ray over naar het Britse Superstock-kampioenschap, waarin hij op een Kawasaki reed. Met 53 punten werd hij dertiende in de eindstand. Dat jaar reed hij ook een weekend in de Britse Moto3, waarin hij een overwinning en nog een podiumplaats behaalde. Verder reed hij in vijf races van de Spaanse Moto2 op een Vyrus. De motorfiets was niet sterk genoeg en hij wist geen kampioenschapspunten te scoren; een zestiende plaats in Portimão was zijn hoogtepunt. Wel maakte hij dat jaar zijn debuut in de Moto2-klasse van het wereldkampioenschap wegrace tijdens zijn thuisrace op een FTR, maar hij haalde de eindstreep niet. In 2016 reed hij enkel in het Brits kampioenschap Supersport op een Yamaha. Hij won zes races en stond hiernaast nog zes keer op het podium. Met 313 punten werd hij achter Tarran Mackenzie en James Westmoreland derde in de eindstand.
In 2017 debuteerde Ray in het Brits kampioenschap superbike op een Suzuki. Op Oulton Park behaalde hij zijn eerste podiumfinish. Met 140 punten sloot hij het seizoen af op de elfde plaats in de eindstand. In 2018 begon hij het seizoen met twee zeges op Donington Park. Alhoewel hij in de rest van het jaar niet meer wist te winnen, stond hij nog wel tweemaal op Cadwell Park en eenmaal op Brands Hatch op het podium. Vanwege zijn prestaties kwam hij in de "Championship Showdown" terecht, waarin de zes beste coureurs van dat jaar konden strijden om de titel. Hij eindigde uiteindelijk als zesde in het klassement met 551 punten. Tevens debuteerde hij dat jaar in het wereldkampioenschap superbike, waarin hij op een Suzuki uitkwam tijdens het weekend op Donington. Hij eindigde de races als veertiende en vijftiende. In 2019 behaalde Ray in het Brits kampioenschap twee podiumfinishes op Oulton Park en werd hij met 126 punten elfde in de eindstand.
In 2020 stapte Ray binnen het Brits kampioenschap superbike over naar een BMW. Twee vijfde plaatsen op het Snetterton Motor Racing Circuit en Silverstone waren zijn beste resultaten. Met 76 punten werd hij dertiende in het klassement. In 2021 stond hij tweemaal op het podium op Donington en Oulton, zodat hij met 245 punten tiende werd in de eindstand. In 2022 stapte zijn team over naar Yamaha-motoren, waardoor zijn resultaten flink verbeterden. Hij won negen races, waaronder alle drie de races tijdens het weekend op Snetterton, en stond in veertien andere races op het podium. Hierdoor werd hij met 1192 punten gekroond tot kampioen in de klasse.
In 2023 keert Ray terug naar het wereldkampioenschap superbike, waarin hij op een Yamaha deelneemt aan een volledig seizoen in de klasse.